# Carol Carioca
Carolina Conceição Martins Pereira, genannt Carol Carioca (* 18. Februar 1983 in Belford Roxo, Brasilien), ist eine brasilianische Fußballspielerin. Am 5. Oktober 2017 wurden sie und neun weitere brasilianische Fußballerinnen von der FIFA für nicht spielberechtigt für die Frauen-Nationalmannschaft von Äquatorialguinea erklärt.

## Karriere

### Verein
Carol begann ihre Karriere beim Pelé-Club FC Santos, bevor sie 2005 zum Botucatu FC wechselte. Dort wurde sie mit dem Team zweimal Meister und schoss 14 Tore. Am 2. Februar 2009 verließ sie Rio de Janeiro und wechselte nach Deutschland und unterschrieb beim FF USV Jena bis zum Saisonende (30. Juni 2009), am 11. Juni 2009 verlängerte sie ihren Vertrag bis zum 30. Juni 2011. In ihrer zweiten Saison in Jena kam sie verletzungsbedingt zu keinen einzigen Spiel und verließ den USV im Sommer 2010 in Richtung Brasilien. Nach einem Jahr bei Botucatu FC, wechselte sie Anfang 2011 zum Clube Recreativo e Esportivo dos Sub-tenentes e Sargentos da Polícia Militar. Im Frühjahr 2011 wechselte sie nach Äquatorialguinea zu Estrellas del Sur, wo sie bis zum Winter 2012 spielte. Nach ihrer Zeit in Äquatorialguinea ging sie zurück nach Brasilien und spielte zunächst für Duque de Caxias FC, bevor sie 2014 bei Associação Portuguesa de Desportos und Foz Cataratas FC spielte. Carioca lief ein halbes Jahr für Foz Cataratas auf und wechselte im September 2014 zu Acadêmica Vitória. Nach zwei Spielzeiten bei Associação Desportiva Centro Olímpico, wechselte sie im Winter 2016/2017 zur AE Kindermann. Im Mai 2017 verließ Carolina Kindermann und schloss sich den Militär Verein CRESSPOM an. Seitdem ist laufend bei unterschiedlichen Klubs in Brasilien, Israel und aktuell in Äquatorialguinea aktiv (Stand 6. Dezember 2021).

### Nationalmannschaft
Carol gehört den erweiterten Kader der Äquatorialguineischen Nationalmannschaft an und spielte zuvor bereits für die U-17 ihres Heimatlandes Brasilien. Sie war zum ersten Mal im Jahr 2008 für Äquatorialguinea benannt. Sie nahm an der Fußball-Afrikameisterschaft der Frauen 2010 und steht im WM-Kader für die Fußball-Weltmeisterschaft der Frauen 2011 in Deutschland.
2016 reklamierte der ehemalige Nationaltrainer der Frauenfußballnationalmannschaft Brasiliens Kleiton Lima, dass Carol bereits in seiner Zeit für Brasilien gespielt hätte. Gemäß den Länderspielübersichten auf rsssfbrasil.com, sind für diese Zeiten keine Einsätze nachweisbar.